# Wiesława Burnos
Wiesława Burnos z domu Olszewska (ur. 22 marca 1959 w Łowczykach) – polska samorządowiec, geodeta i urzędniczka, od 2018 członek zarządu województwa podlaskiego, od 2024 w randze wicemarszałka.

## Życiorys
Z wykształcenia geodeta uprawniony i prawnik, absolwentka Uniwersytetu w Białymstoku. Pracowała w sokólskim oddziale Podlaskiego Biura Geodezji i Terenów Rolnych, jako główny specjalista w wydziale gospodarki komunalnej, rolnictwa i geodezji Urzędu Miasta i Gminy Sokółka oraz od 2016 jako dyrektor Wydziału Ochrony Środowiska i Architektury Starostwa Powiatowego w Sokółce. Zajęła się także prowadzeniem gospodarstwa rolnego w Starej Moczalni.
Związała się politycznie z Prawem i Sprawiedliwością (nie przystępując do partii). W 2010 kandydowała na burmistrza Sokółki, zajmując 3. miejsce na 5 kandydatów; uzyskała natomiast mandat w radzie gminy Sokółka. W 2014 bez powodzenia startowała do rady powiatu sokólskiego. W 2018 i 2024 z listy PiS wybierana do sejmiku podlaskiego. 11 grudnia 2018 wybrana członkiem zarządu województwa podlaskiego. 18 lutego 2019 sejmik przyjął rezygnację marszałka Artura Kosickiego i tym samym całego zarządu województwa, po czym wybrał zarząd w tym samym składzie, powołując Wiesławę Burnos ponownie na członka zarządu województwa.
7 maja 2024 została wicemarszałkiem województwa w zarządzie kierowanym przez Łukasza Prokoryma. W konsekwencji tej decyzji Platforma Obywatelska i Trzecia Droga mogły powołać zarząd pomimo nierozstrzygającego podziału mandatów w sejmiku.

## Życie prywatne
Córka Alfreda i Ireny. Zawarła związek małżeński, ma dwoje dzieci.